# Makedony
Makedony (ukr. Македони) – wieś na Ukrainie, w obwodzie kijowskim, w rejonie obuchowskim.
Pod rozbiorami siedziba gminy makedońskiej w powiecie kaniowskim Ukrainy.
Według Franciszka Rawicz-Gawrońskiego w Makedonach miał mieszkać Wernyhora.